# Muara Tais I
Muara Tais I is een bestuurslaag in het regentschap Tapanuli Selatan van de provincie Noord-Sumatra, Indonesië. Muara Tais I telt 859 inwoners (volkstelling 2010).